# Pinus culminicola
Pinus culminicola (лат.) — вечнозелёный кустарник, вид рода сосна (Pinus) семейства Сосновые (Pinaceae). Эндемик северо-восточной Мексики. Ареал ограничен небольшой зоной высоких вершин в северной части Восточной Сьерры-Мадре в штатах Коауила и Нуэво-Леон и в изобилии встречается только на самой высокой вершине Эль-Потоси (3713 м). Встречается на очень больших высотах от 3000 до 3700 м, растёт в условиях прохладного влажного субальпийского климата.

## Ботаническое описание
Pinus culminicola — кустарник среднего размера, достигающий 1,5-5 м в высоту, с диаметром ствола до 25 см. Кора серо-коричневая, тонкая и чешуйчатая у основания ствола. Листья («иголки») состоят из пяти пучков, тонких, длиной 3-5,5 см, от тёмно-зелёного до сине-зелёного цвета, с устьицами, ограниченными яркой белой полосой на внутренней поверхности.
Шишки шаровидные, 3-4 см в длину и широкие в закрытом состоянии, сначала зелёные, при созревании жёлто-коричневые в возрасте 16-18 месяцев, с небольшим количеством тонких хрупких чешуек, обычно 6-14 плодовых чешуек. При созревании шишки раскрываются до 4-6 см в ширину, удерживая семена на чешуе после раскрытия. Семена длиной 9-12 мм с толстой оболочкой, белым эндоспермом и рудиментарным крылом размером 1-2 мм. В распространении семян участвуют североамериканская ореховка и сойка Aphelocoma wollweberi, которые вырывают семена из открытых шишек. Сойки, которые используют семена в качестве основного пищевого ресурса, хранят многие семена для дальнейшего использования, и некоторые из этих сохранённых семян остаются и могут прорасти в новые растения.

Pinus culminicola
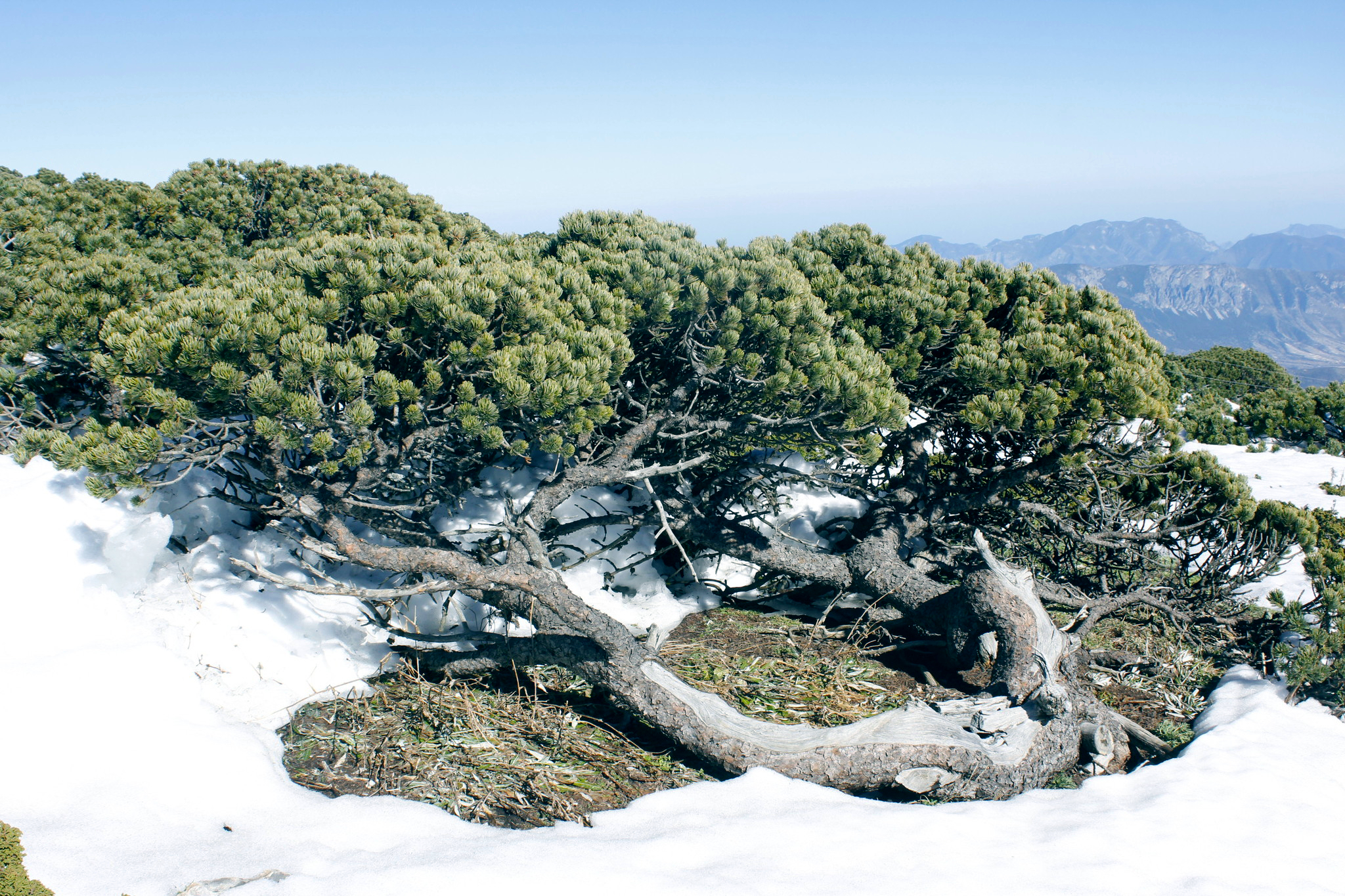
Кустарник в природе
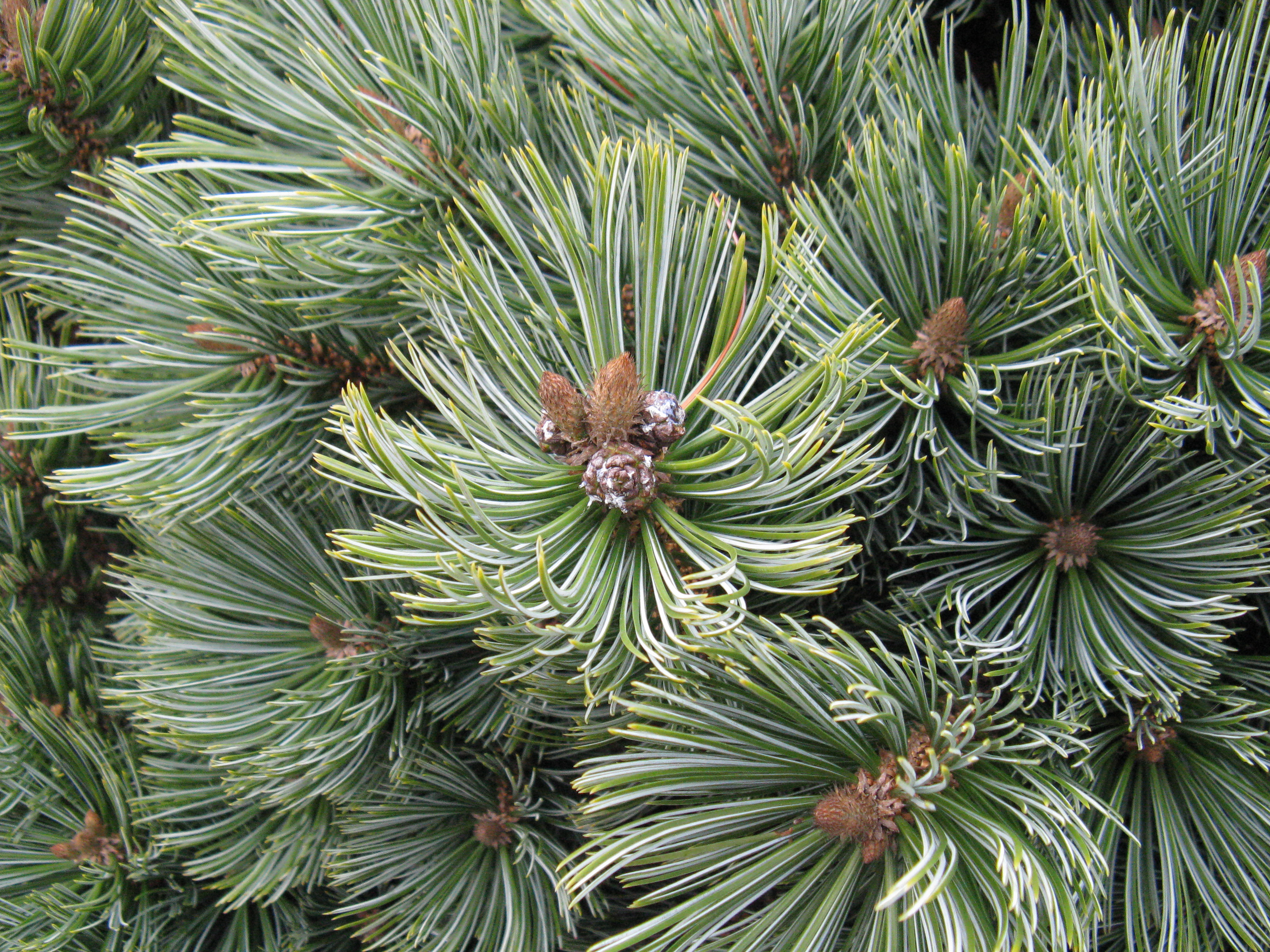
Листья-иголки
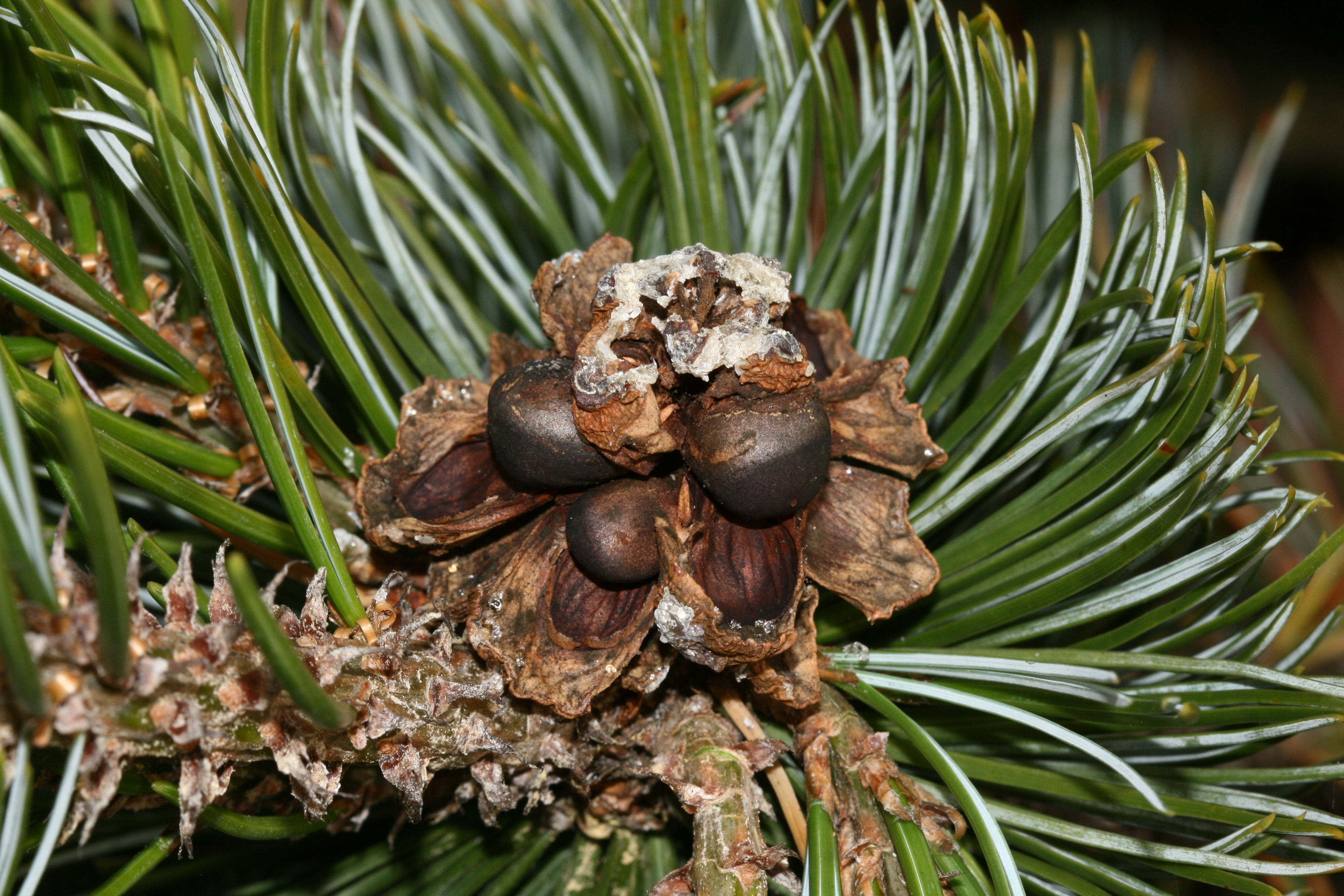
Шишка с семенами

## Экология и применение
Из-за своей изолированности на нескольких удалённых горных вершинах, вид Pinus culminicola не был обнаружен до 1959 года. Он отличается от большинства других видов сосен числом игл (5 игл на пучок, а не 1-4) и кустарниковым ростом. Вид наиболее близок к Pinus johannis и Pinus orizabensis, у которых устьица листьев ограничены внутренними поверхностями. Отличается от последнего более мелкими шишками и семенами. Как и у этих двух, сине-белые внутренние поверхности хвои делают его очень привлекательным медленнорастущим кустарником, подходящим для небольших садов.
Экономическое значение вида не значительно, хотя древесина может использоваться на локальном уровне в качестве дров. Вид имеет перспективу стать важным декоративным кустарником для альпинариев. Кусты в Королевском ботаническом саду Эдинбурга, которые были выращены из семян, найденных Майклом П. Фрэнкисом в 1991 году и позже, прижились. Тем не менее, Pinus culminicola редко встречается в культуре. Как и у других сосен, семена-кедровые орешки съедобны, но недоступность растений препятствует их значительному сбору в пищу.

## Охранный статус
Международный союз охраны природы классифицирует природоохранный статус вида как «вымирающий вид».